# دانشگاه اوتارادیت راجبات
دانشگاه اوتارادیت راجبات (به لاتین: Uttaradit Rajabhat University) یک دانشگاه در تایلند است که در اوتارادیت واقع شده‌است.